# Willem Ritman
Willem Ritman (Nuenen, 12 september 1907 – Velsen, 6 april 1944) was een Nederlandse politieman. Hij werd in 1944 door het verzet gedood omdat hij aan de kant van de Duitsers meewerkte.

## Levensloop
Ritman kreeg in 1930 een baan bij de politie, aanvankelijk als schrijver en later als inspecteur. In 1934 was hij al lid geworden van de Nationaal-Socialistische Beweging (NSB). Ritman zegde zijn lidmaatschap weer op toen het voor ambtenaren verboden werd lid te zijn van de NSB. Na de Duitse machtsovername in mei 1940 meldde hij zich weer aan bij de partij van Anton Mussert,
De politieman stond bij het verzet bekend als een “foute” politieman. Hij was bovendien zeer fanatiek. Hij werkte samen met zogeheten provocateurs die bij boeren langs gingen en om eten verzochten. Ze gaven dan tegelijkertijd hun ogen goed de kost om te zien of er onderduikers waren. Die informatie werd weer doorgespeeld aan Ritman.
De in Krommenie woonachtige verzetsman Jan Brasser gaf de opdracht tot liquidatie. Bij de aanslag waren  naast Brasser drie communistische verzetslieden betrokken, te weten Jan Bonekamp, Jan Jongh, Mijnder van der Horst en de 18-jarige koerierster Alie Hollander. 
Alle mannen ware in Duits legeruniform gekleed en wachten in een op Wehrmacht gestolen auto tot Ritman zou passeren richting zijn huis aan de Heirweg in Velsen-Noord. De NSB'er kwam van de pont vlak bij de Wijkerstraatweg. Toen hij de pont verliet gaf de koerierster een teken en reed de auto achter Ritman aan en werd hij vervolgens door negen kogels in zijn rug geraakt. Ritman overleed 50 minuten na de aanslag.
Ritman werd begraven in Ellecom. Zijn weduwe weigerde de aanwezigheid van zijn collega's tijdens de begrafenis. Zij moest weinig weten van het gedachtegoed van de NSB. De Duitsers konden niet achterhalen wie de aanslagplegers waren. Zij pakten daarom op 16 april in reactie op de aanslag op Ritman en drie andere collaborateurs 486 jonge mannen op. Deze werden naar Kamp Amersfoort overgebracht en van daaruit werden de meeste overgebracht naar Duitse kampen. 149 van hen overleefden de oorlog niet.